# Diacheila artica
Diacheila artica är en skalbaggsart som beskrevs av Leonard Gyllenhaal. Diacheila artica ingår i släktet Diacheila och familjen jordlöpare. Inga underarter finns listade i Catalogue of Life.